# Clan Mori
El Clan Mori  (森氏, Mori-shi) fue una familia japonesa descendiente de Seiwa Genji. La línea desciende desde Minamoto no Yoshiie (conocido también como Hachimantaro) a través de su séptimo hijo, Minamoto no Yoshitaka, propietario de Mori-no-shō en la Provincia de Sagami. Su hijo, Minamoto no Yoritaka, tomó "Mori" como apellido cuando se retiró, y el hijo de Yoritaka, Yorisada continuó usando dicho apellido.

Mon del clan Mori

Durante el Período Sengoku el Clan Mori sirvió a Oda Nobunaga, daimyo que propició el final de ese período de guerras allanar el camino para la definitiva unificación de Japón.
Bajo Toyotomi Hideyoshi la familia se convirtió en daimyo, y durante cinco generaciones encabezó el dominio de Tsuyama en la Provincia de Mimasaka como daimyo tozama. Mori Nagayoshi había perdido la vida en la Batalla de Komaki y Nagakute. Sus descendientes se convirtieron en vizcondes de la nobleza Meiji.

## Miembros notables
- Mori Yoshinari (1523-1570)
- Mori Yoshitaka (1552-1570)
- Mori Nagayoshi (1558-1584)
- Mori Ranmaru (1565-1582)
- Mori Bomaru (1566-1582)
- Mori Rikimaru (1567-1582)
- Mori Tadamasa (1570–1634)

## Fuente
Este artículo se basa en 森氏 (Mori-shi), en la Wikipedia Japonesa, recuperado el 28 de noviembre de 2007.
- Datos: Q2975327
- Multimedia: Mino Mori clan / Q2975327